# Tye River (South Fork Skykomish River)
Der Tye River ist ein Fluss im King County im US-Bundesstaat Washington. Er entspringt nahe dem Stevens Pass in der Kaskadenkette und fließt westwärts; er vereint sich mit dem Foss River um den South Fork Skykomish River zu bilden. Seine Wasser fließen letztendlich über den Skykomish River und den Snohomish River in den Puget Sound nahe Everett. Der U.S. Highway 2 folgt dem Fluss auf seiner gesamten Länge. Eine Linie der BNSF Railway folgt dem größten Teil des Flusslaufs außer in der Nähe des Passes, wo die Gleise in den Cascade Tunnel abzweigen. Energieleitungen der Bonneville Power Administration (BPA) folgen dem Tye River westlich des Tunnel Creek.
Der Hauptteil des Einzugsgebiets des Tye River liegt innerhalb des Mount Baker-Snoqualmie National Forest.
Der Tye River gilt als Fortsetzung des South Fork Skykomish River oberhalb des Zusammenflusses mit dem Foss River. Die eigentliche Quelle des South Fork Skykomish River – in Bezug auf die Abflussmenge – ist jedoch der Rapid River, ein Zufluss des Beckler River, welcher wiederum selbst Zufluss des South Fork Skykomish ist.
Der Tye River ist nach William Francis Tye benannt, einem Vermessungsingenieur der Great Northern Railway, der die Trasse zum Stevens Pass festlegte.

## Verlauf
Der Tye River entspringt an der Westseite des Hauptkamms der Nördlichen Kaskadenkette am Stevens Pass. Er fließt zunächst westwärts, danach südwestwärts und sammelt eine Menge kleiner Bäche ein. Am Flusskilometer 14,8 – in der Nähe des Westportals des Cascade Tunnel – mündet der Tunnel Creek in den Fluss. Der U.S. Highway 2 geht im Tal des Tunnel Creek in eine Haarnadelkurve. Der Tye River wendet sich danach direkter westwärts. Ihm fließen nahe Scenic der Surprise Creek und sein Nebenfluss, der Scenic Creek, zu. Der Deception Creek mündet nahe den Deception Falls am Flusskilometer 10,0. Die Creeks Scenic, Surprise und Deception kommen alle von Süden. Unterhalb der Mündung des Deception Creek mündet der Martin Creek, von Norden kommend. Danach – am Flusskilometer 7,2 – stürzt der Tye über die Alpine Falls. Unterhalb des Wasserfalls fließen dem Tye River der Carroll Creek und der Alpine Creek von Süden kommend zu. Die Energieleitung der BPA quert den Tye River am Flusskilometer 5,1. Ein paar Meilen östlich von Skykomish fließt der Foss River, von Süden kommend, mit dem Tye River zusammen und bildet den South Fork Skykomish River.

## Geschichte
Die Great Northern Railway baute die Gleise, die heute der BNSF gehören. Die Eisenbahntrasse folgte ursprünglich dem Tye River bis zum Stevens Pass, welcher mit Hilfe einer Reihe von Spitzkehren überquert wurde. Der erste Cascade Tunnel wurde in Wellington gebaut, unmittelbar westlich des Passes. Nach der Lawinenkatastrophe von Wellington im Jahr 1910 änderte die Great Northern den Namen des Ortes in Tye (nach dem Fluss), weil „Wellington“ mit der Katastrophe assoziiert wurde. Der Ort wurde nach dem Bau des zweiten Cascade Tunnels 1929 aufgegeben.

## Natur
Der obere Tye River fließt durch ein steiles, enges und dicht bewaldetes Tal. Unterhalb der Mündung des Surprise Creek weitet und verengt sich das Tal des Tye abwechselnd. Es gibt dichte Laubmischwälder und Nadelwälder am Talgrund und Nadelwälder mit mächtigen Bäumen an den Talrändern. Ein Großteil der tiefer gelegenen Wälder wurde bereits mindestens einmal abgeholzt. Primärwälder sind hauptsächlich am Oberlauf und an den Zuflüssen dort zu finden.
Oberhalb der Mündung des Deception Creek hat der Tye River ein starkes Gefälle und strömt durch ein begrenztes Bett, so dass er nahezu kontinuierlich über steile Kaskaden und kleine Wasserfälle fließt. Flussabwärts, nahe der Mündung mäßigt sich das Gefälle und das Tal weitet sich; es wird breiter und flacher. Der Fluss nimmt eine verflochtene Struktur an und wird in zahlreiche Arme aufgespalten. Es gibt viele Baumstämme und große Totholz-Ansammlungen im unteren Flusslauf, was zu einem ausgezeichneten Lebensraum für Lachse führt. Die letzte Meile (1,6 Kilometer) des Tye hat ein stärkeres Gefälle; hier wechseln Kaskaden mit tiefen Kolken.
Nahezu alle Zuflüsse des Tye Rivers sind Hochgebirgsbäche mit starkem Gefälle. Einige münden in das Tye Valley von Hochtälern aus und stürzen in hohen Wasserfällen herab.
Der Tye River dient Königs- und Silberlachs als Lebensraum. Die erwachsenen Fische wandern bis zu den Alpine Falls flussaufwärts. Die Laichablage findet meist im Hauptstrom statt. Einige Silberlachse laichen in den tiefer gelegenen Teilen einiger Zuflüsse wie dem Alpine Creek. Jungslachse wachsen in allen zugänglichen Gewässern des Einzugsgebietes heran. Anadrome Fische sind oberhalb der Alpine Falls nicht mehr zu finden, diese bilden eine vollständige Barriere für die Wanderungen. Die Sunset Falls am South Fork Skykomish River – unterhalb der Mündung des Tye Rivers – sind gleichfalls eine vollständige Barriere für die Fischwanderung. Alle anadromen Fische oberhalb der Sunset Falls, was das komplette Einzugsgebiet des Tye Rivers einschließt, sind nur aufgrund einer Trap-and-Haul-Operation (deutsch etwa „fangen und transportieren“) vorhanden, die 1958 vom Washington Department of Fisheries initiiert wurde und seitdem betrieben wird. Zwischen Juli und Dezember werden die Fische unterhalb der Fälle gefangen, flussaufwärts transportiert und in den South Fork Skykomish entlassen.
Etwa 200 Kilometer Straßen wurden im Tye River Basin gebaut, so dass die Straßendichte einen Schwellwert erreicht und stellenweise überschreitet, oberhalb dessen Schäden am Einzugsgebiet durch die Auswirkungen der Straßen auf die Hydrologie der Hänge und Rutschungen vorkommen können. Die Martin-Creek- und die Beckler-Peak-Straße bilden die größte Gefahr für die Bäche. Streusandeinsatz auf dem U.S.-Highway 2 im Winter ist eine permanente Quelle feiner Sedimente im Tye River. Jährlich werden 70 bis 200 Kubikmeter Sand auf dem Highway ausgebracht. Es ist nicht bekannt, wie viel davon im Tye River landet. Nur ein Prozent würde einem kleinen Bergrutsch äquivalent sein. Der Anstieg der Sedimentmengen lässt die Sorgen bezüglich der Schädigung der Lachs-Lebensräume zunehmen.

## Zuflüsse
Die Zuflüsse des Tye River sind von der Mündung zur Quelle geordnet unten aufgelistet. Deren Zuflüsse wiederum sind jeweils eingerückt. Viele Bäche haben keinen Namen und sind mit „unbenannt“ gekennzeichnet. Die Liste ist nicht vollständig.
- Alpine Creek
- Carroll Creek
- Martin Creek
  - unbenannt
    - Jakes Lake

  - Kelly Creek
  - unbenannt
    - Embro Lake
- Deception Creek
  - Sawyer Creek
  - Fisher Creek
    - unbenannt
      - Ptarmigan Lake

    - Fisher Lake
- unbenannt
  - Deception Lakes
- Surprise Creek
  - Scenic Screek
  - unbenannt
    - Spark Plug Lake

  - Surprise Lake
    - Glacier Lake
- Tunnel Creek